# Eduardo Umaña
Eduardo Umaña Murillo (San José; 24 de marzo de 1945-12 de marzo de 2000) fue un futbolista costarricense que jugaba como centrocampista. Es hermano del también futbolista Rodolfo Umaña.

## Trayectoria
Era apodado "mudo" y siempre fue jugador del Saprissa de su ciudad natal, desde 1964 hasta principios de 1972, logrando ganar varios títulos.

## Selección nacional
Fue campeón con la selección de Costa Rica en el Campeonato de Naciones de la Concacaf de 1969 y en total sumó ocho partidos con su país.

### Participaciones en Campeonatos Concacaf
| Copa                                          | Sede       | Resultado | Part. | Goles |
| --------------------------------------------- | ---------- | --------- | ----- | ----- |
| Campeonato de Naciones de la Concacaf de 1969 | Costa Rica | Campeón   | 0     | 0     |

## Palmarés

### Títulos nacionales
| Título           | Equipo   | País       | Año  |
| ---------------- | -------- | ---------- | ---- |
| Primera División | Saprissa | Costa Rica | 1964 |
| Primera División | Saprissa | Costa Rica | 1965 |
| Primera División | Saprissa | Costa Rica | 1967 |
| Primera División | Saprissa | Costa Rica | 1968 |
| Primera División | Saprissa | Costa Rica | 1969 |
| Torneo de Copa   | Saprissa | Costa Rica | 1970 |

### Títulos internacionales
| Título                                | Equipo     | Sede     | Año  |
| ------------------------------------- | ---------- | -------- | ---- |
| Campeonato de Naciones de la Concacaf | Costa Rica | San José | 1969 |